# Tamarin à selle
Saguinus fuscicollis · Tamarin à tête brune
Espèce
Statut de conservation UICN

 LC  : Préoccupation mineure
Statut CITES
Le Tamarin à selle (Leontocebus fuscicollis) est une espèce de primate de la famille des Callitrichidae. C'est le plus petit des tamarins. Il doit son nom à son pelage, dont le dessus est nettement divisé en trois zones de couleur.

## Autres noms
Tamarin à manteau brun. saddle-back tamarin, brown-mantled tamarin. bebeleche, sagui-de-cara-suja (Brésil), jíti (en référence à son cri) (Colombie). pichico común, chichico (Pérou). potsitari tsigeri (ethnie matsigenka du parc national de Manú) et leoncito (Équateur).

## Distribution
Le tamarin à selle occupe grosso modo l’aire géographique du ouistiti pygmée, soit un vaste triangle couché de plus d’un million de km² en haute Amazonie comportant la Colombie, l'est de l’Équateur, le sud et l'est du Pérou, le nord de la Bolivie ainsi que le nord et l'ouest du Brésil. Le plus répandu et le plus commun du genre se trouve principalement au Pérou.

## Sous-espèces
Il y en a 12, mais plusieurs d’entre elles pourraient constituer des espèces valides. Il existerait notamment une nette divergence évolutive entre, d’une part, les spécimens austraux possédant des sourcils pâles (taxa cruzlimai, primitivus, weddelli + melanoleucus aux affinités incertaines) et, d’autre part, les spécimens occidentaux (lagonotus, leucogenys, illigeri, nigrifrons, fuscicollis) et septentrionaux (fuscus, avilapiresi, orientalis) qui n’ont pas les sourcils pâles. En outre, certains spécimens de l’est du Pando dans la zone du Río Negro (extrême nord-est de la Bolivie) ont un aspect quelque peu décoloré avec une tête et un cou beige clair et une croupe orangée, le pelage étant un peu plus obscur mais ressemblant à celui de Saguinus melanoleucus crandalli qui s’étend à quelques centaines de kilomètres plus à l’ouest).
- Tamarin à selle de Lesson (S. f. fuscus) (Spix, 1823) : Sud de la Colombie et extrême nord-ouest du Brésil. Quasi-totalité de l’interfluve Rios Caquetá-Japurá au nord et Rios Putumayo-Içá-Amazone au sud, à l’ouest jusqu’aux collines andines, à l’est jusqu’à 65°O (donc pas jusqu’à la R. de Mamirauá). Également présent au nord du Río Caquetá, s’étendant à l’ouest jusqu’au Río Caguán, au nord-ouest jusqu’à la rive droite du haut Río Guaviare (Sierra de Macarena), à l’est jusqu’au Río Yari, et peut-être plus au nord-est jusqu’aux sources des Ríos Apaporis et Vaupés.
- Tamarin à manteau rouge (S. f. lagonotus) (Jiménez de la Espada, 1870) : Nord du Pérou et est de l’Équateur. Entre le Río Napo au nord et le Río Marañon au sud, au sud-ouest jusqu’au Río Santiago, au sud-est jusqu’à la confluence Río Napo-Río Marañon.
- Tamarin à selle de Geoffroy (S. f. nigrifrons) (I. Geoffroy, 1851) : Est du Pérou. Entre le Río Ucayali à l’ouest et le Rio Javari à l’est, au nord jusqu’à l’Amazone, au sud jusqu’au Río Blanco (affluent oriental du Río Tapiche).
- Tamarin à selle des Andes (S. f. leucogenys) (Gray, 1866) : Centre du Pérou. À l’ouest jusqu’aux Andes à l’est du haut Río Marañon, au nord jusqu’au sud du cours moyen du Río Marañon, à l’est jusqu’à une ligne bas Río Huallaga-Río Biabo-Río Pisqui-moyen Rio Ucayali, au sud jusqu’à XIe siècle
- Tamarin à selle d’Illiger (S. f. illigeri) (Pucheran, 1845) : Centre-nord du Pérou. À l’ouest jusqu’au bas Río Huallaga puis au Río Biabo, au nord jusqu’au Río Marañon, à l’est jusqu’au Río Tapiche (donc à l’est du Río Ucayali) et au sud jusqu’au Río Caxiabatay voire au Río Pisqui (à l’ouest du Río Ucayali, Sierras de Contamana).
- Tamarin à selle de Spix (S. f. fuscicollis) (Spix, 1823) : Est du Pérou et nord-ouest du Brésil. Entre les Rios Javarí puis Tapiche à l’ouest et le Rio Juruá à l’est, au nord jusqu’à l’Amazone, au nord-est jusqu’au Rio Jutaí, au sud jusqu’au Río Tapiche vers le haut Rio Juruá. Vers l’ouest, sa limite nord-ouest est le sud du Rio Blanco (au nord du Rio Blanco il est remplacé par nigrifrons tandis qu’à l’ouest du Rio Tapiche il est remplacé par illigeri). Sa limite orientale est incertaine, on ne sait pas s’il est présent jusqu’entre le Rio Jutaí et le Rio Juruá.
- Tamarin à selle d’Ávila-Pires (S. f. avilapiresi) (Hershkovitz, 1966) : Nord-ouest du Brésil, en Amazonie. Au nord jusqu’au sud de l’Amazone (Rio Tefé), à l’ouest jusqu’au bas et moyen Rio Juruá, à l’est jusqu’au bas Rio Purús, au sud jusqu’au Rio Tapauá (affluent du Rio Purús).
- Tamarin à selle de Cruz Lima (S. f. cruzlimai) (Hershkovitz, 1966) : Nord-ouest du Brésil. Dans une zone encore mal définie, peut-être sur une aire restreinte entre les hauts Rios Juruá et Purús juste au nord du Rio Tapauá.
- Tamarin à selle primitif (S. f. primitivus) (Hershkovitz, 1977) : Nord-ouest du Brésil, en Amazonie. À l’ouest du Rio Purús (entre les Rios Tapauá et Pauiní à l’est et les Rios Juruá et Tarauacá à l’ouest). Van Roosmalen assigne cette zone géographique à cruzlimai et ignore primitivus.
- Tamarin à selle oriental (S. f. orientalis) (MGM van Roosmalen, ?) : Interfluve bas Rio Madeira-bas Rio Purús, au sud jusqu’au Rio Ipixuna, au nord presque jusqu’à l’Amazone.
- Tamarin à selle des Mura (S. f. mura) (Fabio Röhe et al, 2009) : Dans une zone restreinte juste au nord de la précédente, dans l’interfluve bas Rio Madeira-bas Rio Purús juste au sud de l’Amazone, sur le territoire des Indiens Mura desquels il tient son nom.
- Tamarin à selle de Weddell (S. f. weddelli) (Deville, 1849) : Nord de la Bolivie (à l’ouest du Río Mamoré), sud-est du Pérou au nord de Cuzco (à l’ouest depuis la zone de confluence des Ríos Tambo-Ucayali et Urubamba, et s’étendant vers l’est jusqu’aux sources du Rio Purús au nord et un peu au-delà du Río Madre de Dios au sud) et nord-ouest du Brésil (États d’Amazonie, d’Acre et surtout majeure partie du Rondônia) à l’ouest jusqu’au Rio Purús, à l’est jusqu’aux Rios Madeira puis Ji-Paraná, au nord jusqu’au Rio Ipixuna, au sud jusqu’à environ 8°S). C’est la sous-espèce la plus étendue géographiquement et le seul tamarin répandu au sud du Río Madre de Dios.

## Habitat
Forêt secondaire (riche en lianes et plantes grimpantes) mais aussi primaire. Présent dans la terra firme et dans la varzea. Comme tous les tamarins, il évite les forêts de palmiers car ses griffes accrochent mal sur ce type de végétation.

## Sympatries et associations
Le tamarin à selle de Lesson (S. f. fuscus) est sympatrique du tamarin labié de Thomas (S. labiatus thomasi) et du callimico (Callimico goeldii).
Le tamarin à manteau rouge (S. f. lagonotus) est sympatrique du tamarin du Río Napo (S. graellsi).
Le tamarin à selle de Spix (S. f. fuscicollis) est sympatrique du tamarin à moustaches de Spix (S. mystax mystax).
Le tamarin à selle de Weddell (S. f. weddelli) est sympatrique du tamarin labié de Geoffroy ([S. labiatus labiatus), du tamarin empereur à menton noir (S. imperator imperator) et du tamarin empereur barbu (S. imperator subgrisescens). Il s’associe aux trois espèces de tamarins moustachus. Forme d’autant plus souvent des troupes mixtes avec d’autres tamarins que ceux-ci ont un écart de taille plus important avec lui. Il s’associe aussi au titi roux (Callicebus cupreus) et, moins souvent, au titi à fraise (Callicebus torquatus).

## Description
C'est le plus petit des tamarins. Dessus nettement divisé en trois zones de couleur. Épaules et pattes avant noires à brun acajou, dos central strié d’orange ou de jaunâtre, bas du dos et pattes arrière variant du brun sombre au rouge profond. Dessous rougeâtre sombre. Tête noire, museau blanc bien visible et grandes oreilles nues. Les diverses sous-espèces se distinguent par leurs trois zones de couleur (manteau, selle et croupe) plus ou moins pâles.
- Tamarin à selle de Lesson (S. f. fuscus) : Manteau et membres agouti chamois et noir. Premier tiers à deux tiers intérieurs de la queue brun. Couronne et pourtour de la face noirs.
- Tamarin à manteau rouge (S. f. lagonotus) : Manteau et membres roux. Base de la queue rougeâtre. Couronne et pourtour de la face noirs.
- Tamarin à selle de Geoffroy (S. f. nigrifrons) : Manteau et bras agouti brun roux. Jambes brun rougeâtre. Base de la queue brun rougeâtre. Couronne tachetée de brun roux et pourtour de la face noir.
- Tamarin à selle des Andes (S. f. leucogenys) : Manteau et bras agouti brun ou noir avec de longs poils. Jambes rougeâtres. Base de la queue rougeâtre. Couronne et pourtour de la face noirs. Peut-être une espèce à part entière.
- Tamarin à selle d’Illiger (S. f. illigeri) : Manteau et bras agouti bordeaux rougeâtre. Jambes rougeâtres. Base de la queue rougeâtre. Couronne et pourtour de la face noirs.
- Tamarin à selle de Spix (S. f. fuscicollis) : Manteau et bras agouti brun. Jambes brun rougeâtre. Base de la queue brun rougeâtre. Couronne et pourtour de la face tachetés de jaunâtre.
- Tamarin à selle d’Ávila-Pires (S. f. avilapiresi) : Sous-espèce sombre. Manteau, bras et jambes noir et chamois. Base de la queue agouti chamois. Couronne tachetée de chamois et front noir. Pas de sourcils blancs.
- Tamarin à selle de Cruz Lima (S. f. cruzlimai) : Manteau blun clair. Selle agouti mais mouchetage relativement peu prononcé. Membres orangé rougeâtre. Queue noire. Demi-cercle circumoculaire blanc. Couronne orangé rougeâtre. Sourcils blancs formant une bande suborbitale.
- Tamarin à selle primitif (S. f. primitivus) : Uniformément agouti. Représenterait le type primitif, d’où son nom. Queue entièrement noire sauf la base sur 2 à 7 cm. Bande frontale grisâtre nettement définie.
- Tamarin à selle oriental (S. f. orientalis) : Dessus brun agouti sombre. Le mouchetage de la selle est peu prononcé. Croupe d’un brun plus léger et contrastant avec le dos. Queue noire. Museau blanc. Pas de sourcils blancs.
- Tamarin à selle de Weddell (S. f. weddelli) : Manteau et bras brun sombre. Jambes rousses. Croupe et ventre roux. Base de la queue rousse. Couronne et pourtour de la face noirs. Sourcils blancs.

## Mensurations
(août 2011).
Corps 22 cm (de 18 à 27 cm). Queue 36 cm (de 25 à 37 cm). Poids 387 g (M) et 403 g (F). Cerveau : 9,3 g. Rapport longueur bras/jambes (x100) : 75. Caryotype : 2n = 46.

## Domaine
De 16 à 100 ha et parfois plus. Varie beaucoup selon les régions. D’autant plus étendu si cette espèce voyage en groupes mixtes. Les domaines se chevauchent plus ou moins extensivement (de 21 à 79 %). Comme ses deux ressources principales (fruits des petits arbres et exsudats) se rencontrent souvent dans des types de forêt différents, son domaine est plus vaste et plus hétérogène que ceux des autres primates vivant dans le même environnement et sa densité est par voie de conséquence plus faible.

## Densité
16,9/km² (Ayo, extrême sud-est de la Colombie). 3/km² (Río Pucacuro, Pérou, d’après Aquino). 28/km² (Río Manití, Pérou, d’après Soini et Cóppula).

## Locomotion
Quadrupède. Saut-accrochage vertical. Se déplace en courant sur les plantes grimpantes et en sautant de branche en branche. Au repos, les singes s’assoient les uns à côté des autres, la queue pendante ou enroulée devant.

## Comportements basiques
Diurne. Arboricole.

## Activités
Parcourt chaque jour 1 à 1,8 km. Évolue dans la basse strate de la forêt, entre 3 et 20 m, le plus souvent près du sol. Budget d’activités : repos (44 %), alimentation végétale (17 %), recherche d’insectes (16 %), déplacements (21 %) et autres (2 %). Quand la nuit tombe, le groupe s’endort dans un trou d’arbre ou au cœur impénétrable d’une guirlande de lianes.

## Alimentation
Frugivore-nectarivore-gommivore. Fruits, fleurs, nectar, exsudats et insectes.
Il assure la dispersion de nombreuses graines, notamment celles des parkias (comme Parkia vetulina) et des lianes (comme Anomospermum grandifolium et Asplundia peruviana). Avec son complice le tamarin à moustaches (S. mystax), ce sont plus de 155 espèces de fruits qui transitent dans leur intestin, c’est dire l’importance de ces primates pour la vitalité de la forêt de haute Amazonie. Durant la saison humide, il ne consomme pratiquement que des fruits, avec un complément de pétioles et de sève. Pendant la saison sèche, retournement de situation, avec une énorme consommation de nectar (75 %) et de gomme (9 %) - riche en calcium, avec seulement 16 % de fruits. Même s’il est plus gommivore que les autres tamarins, il ne peut saigner lui-même le bois et doit profiter du travail du ouistiti pygmée (Cebuella pygmaea), du ouistiti à queue noire (Mico melanurus) ou du ouistiti du Rondônia (Mico sp.) ou bien espérer que la sève s’écoule d’elle-même naturellement. Au sud de la Colombie, il consomme des fruits d’ingá (Inga sp.), des « raisins » d’uvilla (Pourouma cecropiaefolia), des noix de l’anacardier Tapirira guianensis, la pulpe des myrtacées Calyptranthes bipennis. Entre août et novembre, il se concentre sur la sève des ingás, des figuiers, sur le latex blanc des clusias (Clusia columnaris) ou celui du caballeros (Souroubea guianensis). Au Pérou, il passe la saison sèche à consommer la gomme des parkias (Parkia sp.), des bois violets (Peltogyne), des sloaneas (Sloanea sp.), des acacias (Acacia sp.), des combrétums (Combretum sp.) ainsi que le nectar du chupa-chupa (Quararibea cordata).
Il détache l’écorce et brise le bois mort à la recherche de larves, inspecte les fissures des troncs pour y dénicher des insectes. À l’instar des petits singes-lions, il fouille dans les broméliacées épiphytes. Il passe une heure et demie par jour à traquer toutes sortes d’arthropodes, une dizaine de proies étant capturées quotidiennement sur les troncs (cf. encadré Chasseurs d’insectes). Principales proies invertébrés : orthoptères (61 %) et hémiptères (7 %), le reste se décomposant de façon égale en larves de coléoptères, larves de lépidoptères, coléoptères adultes, mille-pattes. Il consomme également des grenouilles arboricoles (3 %) et des lézards (1 %).
Dans la Réserve nationale Pacaya-Samiria (Pérou), il consomme les fruits d’une anone (Annona duckei), de deux espèces d’inga (Inga spp.), d’arapari (Macrolobium sp.), de parkia (Parkia sp.), de gnetum (Gnetum sp.), de satine rouge (Brosimum rubescens), de matapalo (Coussapoa sp.), de deux espèces de figuier (Ficus spp.), du muscadier des marécages (Virola surinamensis) et d’une passiflore (Passiflora sp.).

## Comportements divers
Un cas d’infanticide a été observé dans lequel un nouveau-né a été tué par sa mère après qu’il a chu de son transporteur à plusieurs reprises, dont la cause pourrait être soit l’abrègement de la vie d’un enfant aux faibles chances de survie soit le stress lié à la présence d’une autre reproductrice au sein du groupe.

## Taille du groupe
6 (de 2 à 12). 5,6 (Ayo, Colombie) pour S. f. fuscus. De 4 à 8 (Yasuní, Équateur) pour S. f. lagonotus. 6,5 (de 5 à 7), dans les Sierras de Contamana, Pérou (d’après Aquino et al.).

## Structure sociale et système de reproduction
Variable. Groupe multimâle-multifemelle, voire groupe unimâle. Polyandrie. Clubs de célibataires mâles et individus solitaires.

## Hiérarchie
La femelle dominante castre chimiquement ses sujettes par son odeur, elle peut s’accoupler avec plusieurs mâles et dispose d’un accès prioritaire aux sources de gomme. Le mâle dominant inhiberait également ses subordonnés. Les dominés affichent en effet des taux de testostérone très bas et les dominées de faibles concentrations d’œstrogènes. Une subordonnée extraite de son groupe se met à ovuler au bout de 9 jours. Remise dans son groupe, son ovulation stoppe immédiatement.

## Reproduction
La saison de reproduction s’étale d’avril à octobre et celle des naissances de septembre à mars. Cycle œstral : 15 jours. La femelle met bas pour la première fois vers 18 mois. Intervalle entre les naissances : de 6 mois à 1 an. Après 140 à 150 jours de gestation, la mère donne naissance à des jumeaux dans 74 % des cas, parfois à un seul jeune (22 %) et très rarement à des triplés (3 %), en captivité.

## Développement
Les deux parents ainsi que les frères âgés s’investissent dans l’élevage des jeunes.

## Dispersion
Les mâles tendent à émigrer plus fréquemment que les femelles.

## Communication
Le tamarin à selle possède 13 types de vocalisations, dont des gazouillis d’oiseau, des trilles doux (cri de contact) et des sifflements puissants (appel longue-distance). Ces sifflements répétés 7 à 10 fois trahissent la présence de ce singe discret et vigilant.
Il peut également communiquer visuellement à travers des déplacements et postures.
Le tamarin à selle délimite son domaine par des sécrétions sternales, périanales et suprapubiennes, essentiellement sur ses zones d’alimentation et de repos. Le marquage n’augmente pas à l’occasion des rencontres avec d’autres groupes, comme c’est le cas chez le pinché à nuque rousse (S. geoffroyi). Grâce à ces dépôts odorants, il est capable de discriminer le sexe, le statut social et même la sous-espèce. Le parfum reste analysable par l’animal durant deux jours. Les composants volatils majeurs des sécrétions sont le squalène, 15 esters de l’acide N-butyrique et plusieurs acides organiques.

## Prédateurs
Comme le callimico, il descend de temps à autre au sol pour échapper aux prédateurs. Face à un petit félin, les membres du groupe font mine de l’agresser en criant fort et longtemps (mobbing). D’autres populations de tamarins à selle préfèrent se cacher ou se tenir cois. Il existe des variations d’une région à l’autre et il est difficile de généraliser à propos de la stratégie utilisée par ces primates, qui tient compte de la prédation humaine dans le secteur et d’autres paramètres écologiques.

## Menaces
Cette espèce commune, protégée dans de nombreux sanctuaires du fait de sa large distribution, n’est pas menacée.

## Conservation
- Tamarin à selle de Lesson (S. f. fuscus) : PN de Cahuinarí, PN de La Paya et PN de la Macarena (Colombie).
- Tamarin à manteau rouge (S. f. lagonotus) : PN de Yasuní et PN de Sangay (Équateur). SB de Jatun Sacha (Pérou) ; commun le long du Río Nanay.
- Tamarin à selle des Andes (S. f. leucogenys) : PN de Tingo Maria (centre du Pérou).
- Tamarin à selle d’Illiger (S. f. illigeri) : Réserve nationale Pacaya-Samiria (nord du Pérou).
- Tamarin à selle de Spix (S. f. fuscicollis) : RE de Jutaí-Solimões (Brésil) et étudié à la SB de Quebrado Blanco (nord-est du Pérou).
- Tamarin à selle d’Ávila-Pires (S. f. avilapiresi) : RB d’Abufarí (Brésil, à l’ouest du Rio Purús), R. d’Uwasu et R. de Piagaçu-Purús (Brésil, bas Rio Purús).
- Tamarin à selle de Weddell (S. f. weddelli) : Rfa. de Manuripi et RE du Río Tahuamanú (nord de la Bolivie), PN de la Manu et R. nationale du Tambopata (sud-est du Pérou), R. de Catuá-Ipixuna, RB d’Abufarí, SE de la Cuniã, SE de Samuel et PN de la Serra do Divisor (Brésil).

## Statut
- Tamarin à selle de Cruz Lima (S. f. cruzlimai) : Insuffisamment documenté.